# Propyleje

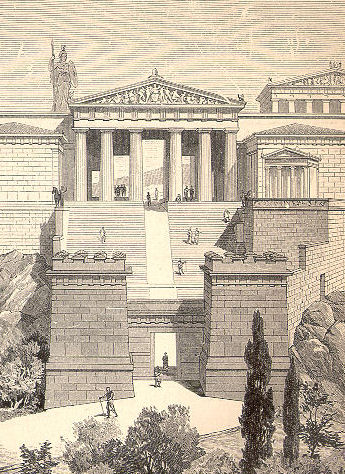
Rekonstrukce starověkých propylejí na Akropoli v Athénách (19. století)

Propyleje nebo propylaje (řečtina: Προπυλαια) je monumentální vstupní brána v podobě zdi prolomené několika vchody se sloupovými předsíněmi, chápané jako samostatný prostor před chrámy, svatyněmi a jinými budovami na starověké Krétě a v Řecku.

## Název
Výraz propyleje (latinsky: propylaeum) vznikl spojením předpony pro (před) a množného čísla řeckého pylon nebo pylaion (brána).
Řekové užívali výraz propylon v jednotném čísle pro předsíň nebo halu s branami u vchodu do chrámu či budovy. Propylaje v množném čísle znamenaly komplex monumentálního vchodu s více branami, například na akropolích v Eleusině nebo v Epidauru.

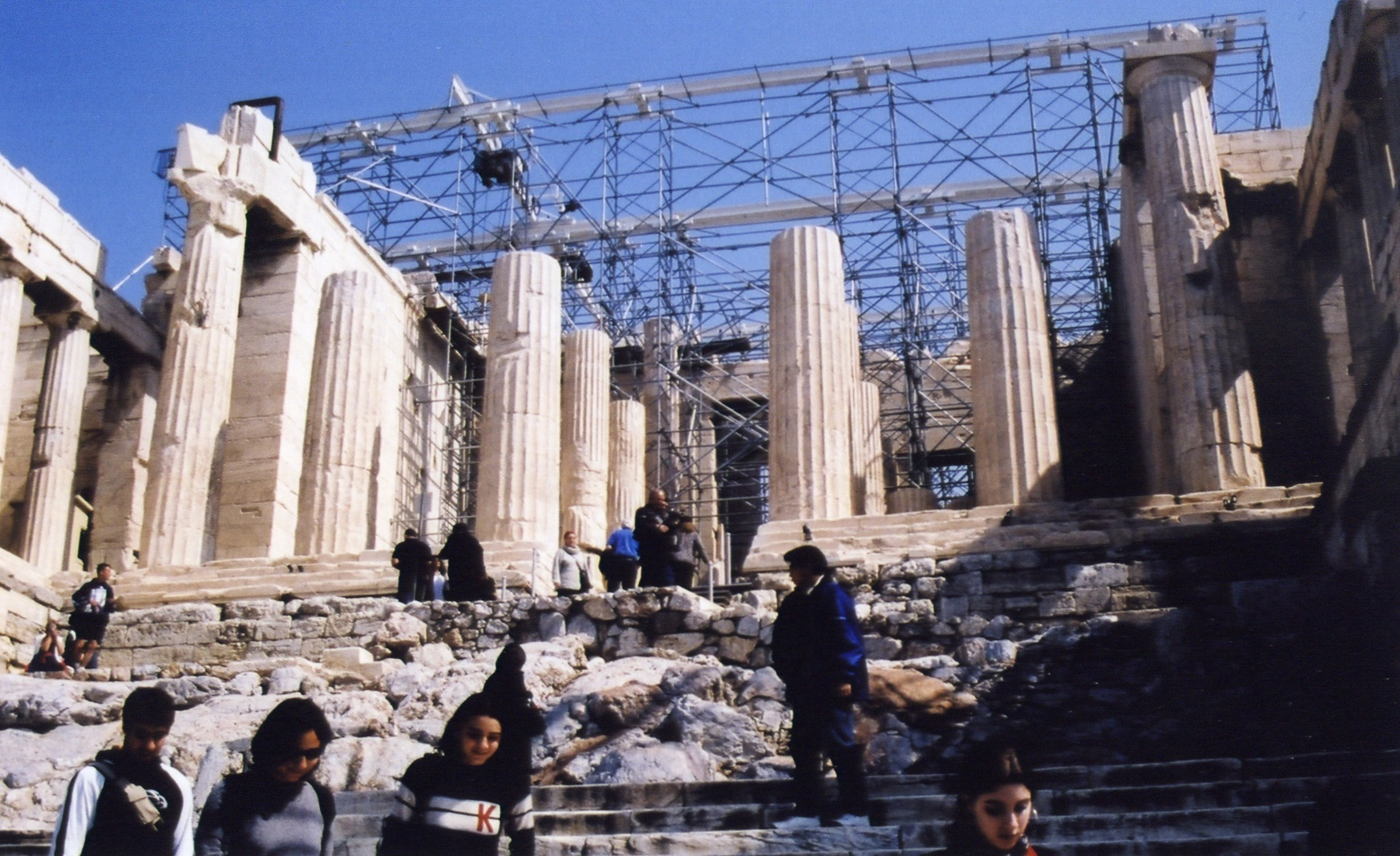
Schodiště vedoucí k propylejím v Athénské Akropolis (Athény)

## Athénské propyleje
Nejznámější propyleje se nacházejí na athénské akropoli, které dal postavit státník a politik Periklés architektem Mnésiklem náhradou za Peisistratův propylon.
Za vlády Peisistrata byly staré svatyně přestavěny a na místě původního vchodu zřízen nádherný propylon, který byl však zničen při dobytí Athén Peršany roku 480 př. n. l.. Dodnes zůstaly zachovány části základů v jihovýchodní části Mnésiklových propylají.
Stavba propylejí začala roku 437 př. n. l. a byla ukončena roku 432 př. n. l., ale pro nebezpečí peloponéské války zůstala nedokončena. Hlavním stavebním materiálem byl pentelský bílý mramor a šedý eleusinský mramor nebo vápenec, jenž byl použit na detaily.
Na vnější stěně zůstaly zvedací výstupky pro dopravu, zvedání a usazování mramoru a štíty zůstaly neozdobeny plastikami.
Stavba je dlouhá 74 metrů a se rozprostírá téměř po celém západním svahu Akropole.
Sestává ze střední části se dvěma křídly, jedním severním, druhým jižním. Centrální budova je rozdělena dvěma řadami sloupů na tři lodě a mramorovou zdí na východní a západní frontu. Každou tvoří šest dórských sloupů se štítem, spojujících symetricky dórský a iónský řád. Největší z bran vstupní fronty byla považována za hlavní vchod ke Svaté cestě, kudy procházely slavnostní průvody Panathénajských her.
Severní křídlo zahrnuje Pinakotéku, v níž umělci vystavovali svá díla. Mnésiklés chtěl postavit stejnou budovu v jižním křídle, ale narazil na odpor kněží. Proto stavbu omezil na menší otevřený sál s řadou sloupů v severní a jižní části, až k chrámu Níké.
V byzantské době byly sídlem arcibiskupa a později zde měl své sídlo Florenťan Nerio Acciaiuoli, který u jižního křídla postavil vysokou čtyřhrannou věž strženou Heinrichem Schliemannem roku 1875. Další ránu utrpěly propylaje ničivým úderem blesku roku 1645.

## Novověké propyleje
Propyleje se stavěly i později, zejména v době klasicismu a romantismu. Například:
- Leo von Klenze: Jeho posledním velikým dílem byly propyleje v Mnichově (1846-1862).
- Carl Gotthard Langhans: Braniborská brána v Berlíně je kopie střední částí propylejí (1788-1791).